# Tipula vermooleni
Tipula vermooleni är en tvåvingeart som beskrevs av Günther Theischinger 1987. Tipula vermooleni ingår i släktet Tipula och familjen storharkrankar. Inga underarter finns listade i Catalogue of Life.